# SUNIST
SUNIST，全称Sino-UNIted Spherical Tokamak，也即中国联合球形托卡马克，是一个由北京清华大学工程物理系与中国科学院物理研究所联合建造的球形托卡马克，坐落于北京的清华大学工程物理系，于2002年建成并投入实验。
SUNIST主要用于研究低环径比托卡马克等离子体的物理特性。从2002年11月产生第一炮等离子体起，SUNIST先后进行了欧姆放电、等离子体边界湍流、垂直场改造、微波驱动非感应电流启动、电极辅助电流启动、欧姆加热反向放电，等等诸多研究。在有限的预算下，取得了较为不错的实验结果。

## 實驗室
SUNIST联合实验室是围绕SUNIST装置而成立的一个专业实验室。成员包括4~6名教授、副教授和大约10名研究生。真空、电子学、电力电子、微波、计算等高温等离子体相关实验室设备较为完备。

## 主要參數
| 參數               | 代號 | 數值       |
| ------------------ | ---- | ---------- |
| 外徑               | R    | 30 cm      |
| 內徑               | a    | 23 cm      |
| 延伸率             | κ    | 1.6        |
| 軸線磁場           | B0   | 0.15 Tesla |
| 典型的等离子体电流 | IP   | 50 kA      |

## 外在链接
- SUNIST联合实验室(www.sunist.org )（页面存档备份，存于）